# Lea Garofalo
Lea Garofalo naît le 24 avril 1974 à Pagliarelle (it) partie de la commune de Petilia Policastro et est assassinée le 24 novembre 2009 à Milan pour s'être rebellée contre la 'Ndrangheta et avoir témoigné contre elle. 
Lea Garofalo vient d'une famille aisée de la 'Ndrangheta, mais témoin durant son enfance des meurtres et des violences du clan Garofalo auquel elle appartient elle aspire à quitter son milieu. Elle épouse Carlo Cosco et part avec lui à Milan pensant échapper à son milieu, mais ce dernier se révèle être un homme de main du frère de Léa Garofalo pour le traffic de stupéfiants à Milan. Il n'a épousé Léa Garofalo que pour monter dans la hiérarchie de la 'Ndrangheta. 
La déception et le souhait d'un meilleur avenir pour sa fille Denise la pousse à collaborer avec la justice. Carlo est arrêté et ce dernier commence à organiser son assassinat. 
Lea Garofalo est exclue du programme des témoins, n'ayant pas révélé selon les juges suffisamment d'informations utiles et sans aucune ressources financières pour vivre avec sa fille, toujours poursuivie par Carlo Cosco, elle décide que sa seule possibilité est de faire la paix avec lui. Carlo Cosco l'enlève durant un voyage à Milan et l'assassine, et son corps est ensuite brûlé selon la pratique du lupara bianca. Carlo Cosco prétend qu'elle s'est enfuie en Australie en abandonnant sa fille et récupère la garde de cette dernière.
Lea Garofalo devient un symbole de la résistance des femmes à la culture mafieuse par son courage et la ténacité avec laquelle elle a résisté à la 'Ndrangheta. Denise Cosco Garofalo témoigne contre son père lors du procès.
Le 23 mars 2012, Carlo Cosco et son frère Vito sont condamnés à réclusion à perpétuité, dont deux ans à l'isolement. Giuseppe Cosco, Rosario Curcio, Massimo Sabatino et Carmine Venturino (ancien fiancé de Denise Garofalo) sont condamnés à la prison à vie avec un an d'isolement, Néanmoins le crime pour association mafieuse n'est pas retenu contre eux, malgré toutes les informations données par Lea Garofalo.

## Biographie

### Contexte familial

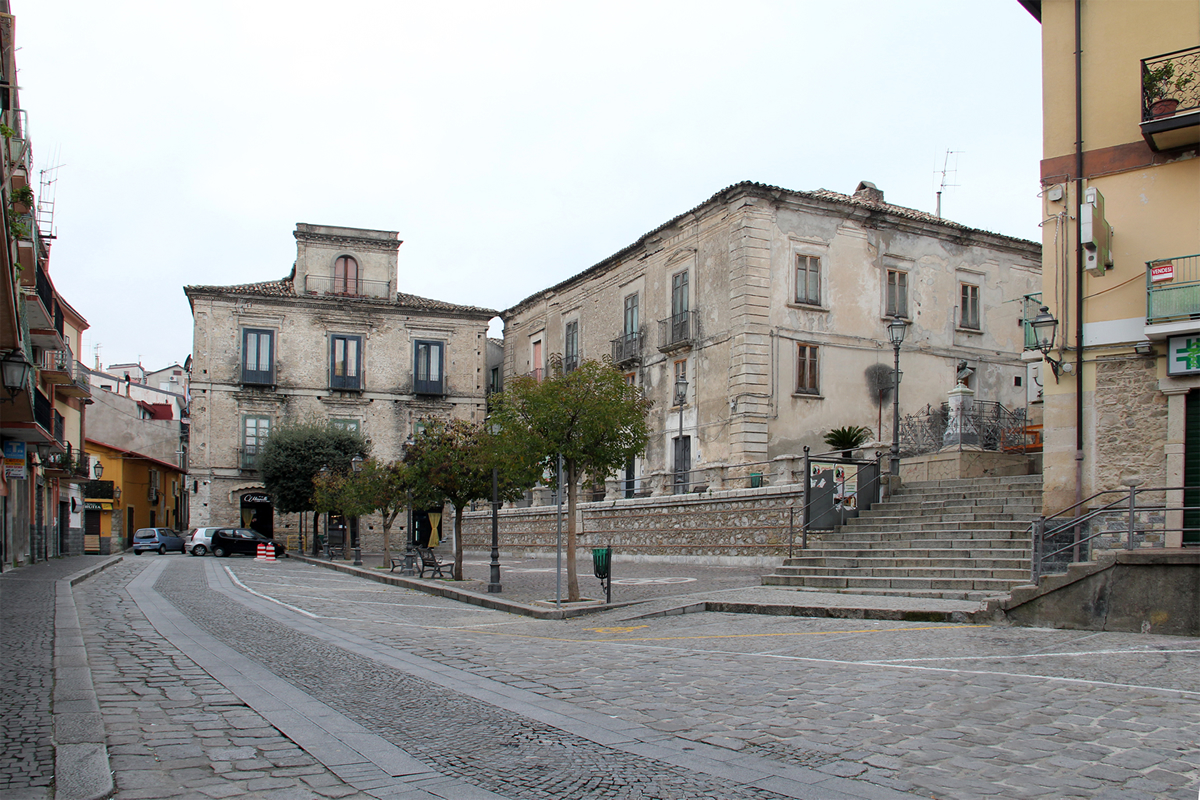
Piazza filottete à Petilia Policastro.

Lea Garofalo est née le 24 avril 1974 dans un village de Calabre, Pagliarelle, situé dans la municipalité de Petilia Policastro. Le village compte environ 400 habitants. Sa famille fait partie de la 'Ndrangheta, la mafia calabraise, son père Antonio Garofalo  et son frère Floriano Garofalo en sont des chefs locaux. Son père et son oncle Giuolio Garofalo sont assassinés dans les guerres intestines entre clans de la 'Ndrangheta. Son père Antonio Garofalo, un chef local est assassiné la veille du nouvel an en 1974 à l'âge de 27 ans par trois frères d'un clan rival quand Lea a huit mois. Ce meurtre initie une faide entre le clan des Mirabellis et des Garofalo à Pagliarelle, qui fait 40 morts dans les familles rivales. Dans le village de 400 habitants, 35 meurtres ont lieu en 30 ans,,. En 1981 son oncle Giulio tente de venger son frère en ouvrant le feu pendant un enterrement, et il est assassiné à son tour en 1989, en plein jour dans le centre de Petilia Policastro devant ses yeux. Quelques mois plus tard, les Garofalos se vengent en tuant l'un des trois frère, le deuxième suit en 1990 et en 1991 le dernier est abattu. en 1992 enfin, le clan Garofalo tue leur cousin Mario Garofalo, qui travaillait pour les Mirabellis. Floriano Garofalo, le frère de Lea prend part à la plupart des tueries, demandant même à sa benjamine de lui cacher un pistolet. 
Vincenza Rando, l'avocate de Lea Garofalo indique « Elle me disait : «Mon père a été tué quand j'étais bébé. Mon grand-père et mon oncle ont été tués. J'avais cette image des femmes de la famille toujours habillées en noir. Nous étions toujours en deuil ». La mort de son père déclenche une guerre des clans à Pagliarelle, qui fait 40 morts dans les familles rivales. Dans le village de 400 habitants, 35 meurtres ont lieu en 30 ans. Très tôt, Lea Garofalo veut échapper à cette vie,,.

### Union avec Carlo Cosco

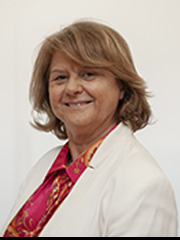
Vincenza Rando, vice-présidente de l'association Libera et avocate de Lea Garofalo.

Depuis l'adolescence, Lea Garofalo est amoureuse de Carlo Cosco, également issu d'une famille de la mafia. Comme elle, il dit vouloir rompre avec le passé de leurs familles mafieuses. Le jeune couple s'enfuit tous les deux, puis se marient en 1991 et déménagent à Milan, Lea a alors 16 ans.
Elle réalise que Carlo lui a menti, en réalité il est l'un des hommes de son père et de son frère, et qu'il ne l'a épousé que pour bénéficier de son statut de fille d'un chef de clan de la 'Ndrangheta. Leur immeuble est une plaque tournante du trafic de drogue, et elle-même doit empaqueter la cocaïne et surveiller pour Carlo en son absence. Mécontente, elle subit de la violence conjugale et la  séquestration, et fait plusieurs tentatives de suicide, avant que la naissance de sa fille Denise en 1991 ne lui redonne de l'espoir,.

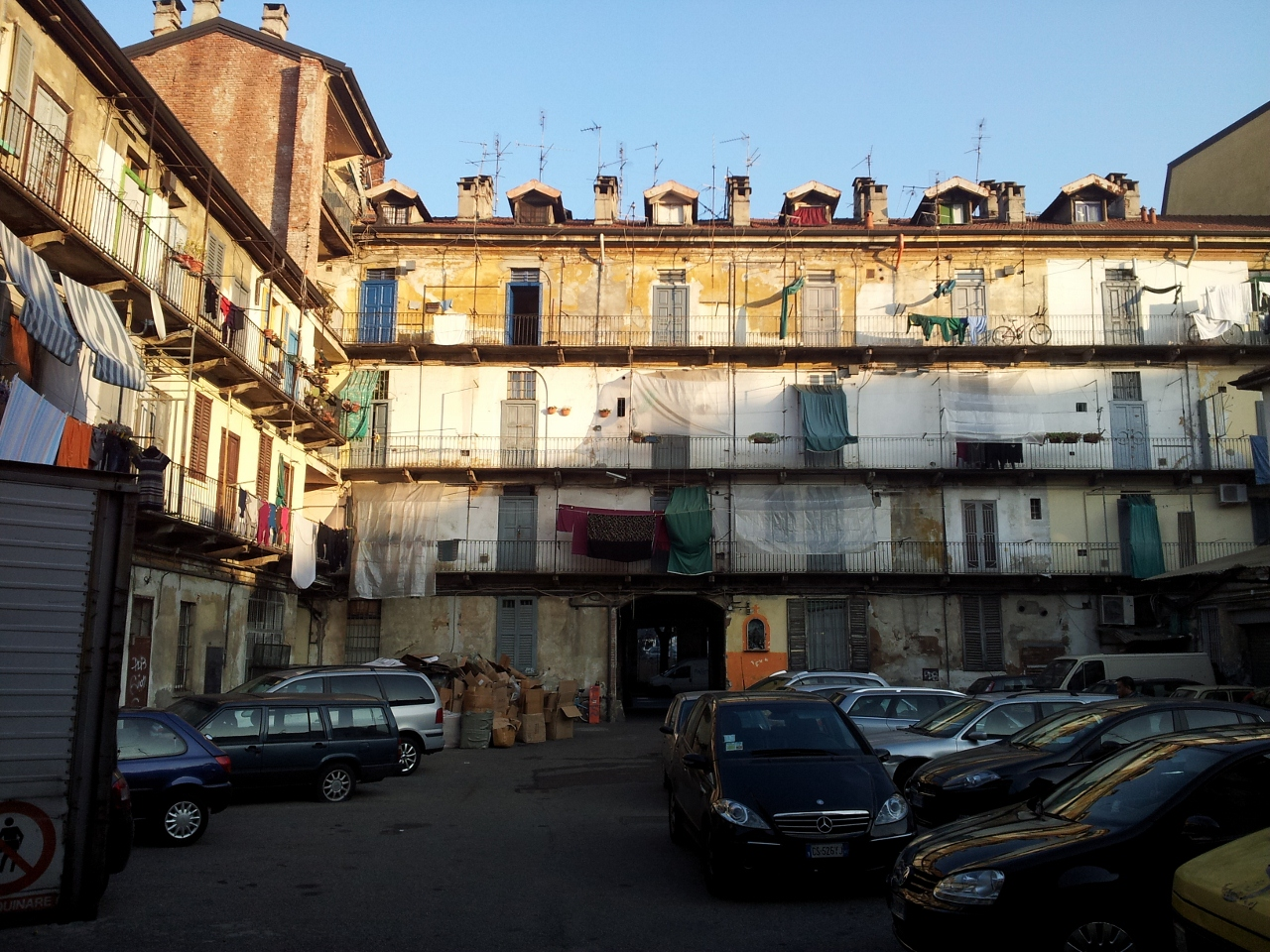
L'immeuble le Panoramio à Milan où Lea Garofalo emménage avec son mari Carlo Cosco en 1991.

Alors que Carlo Cosco est incarcéré, Lea Garofalo lui annonce qu'elle veut le quitter. Il entre dans une telle rage que les policiers doivent intervenir, mais elle s'obstine et part pour Bergame avec sa fille. Elles y restent six ans, hébergées d'abord par des religieuses puis dans leur propre appartement une fois que Lea a trouvé un travail,.
Vincenza Rendo devient son avocate. Lea est parvenue à prendre contact avec l'association Libera pour recevoir de l'aide.
Cette situation est intolérable pour les hommes des familles Garofalo et Cosco qui considèrent que leur honneur est bafoué.

### Rupture
Le 7 mai 1996, les carabiniers de Milan organisent un blitz contre la 'Ndrangheta de Petilia Policastro, qui a commencé à s'implanter dans la ville depuis quelques années. Ils arrêtent Floriano Garofalo, frère de Lea Garofalo, qui est chargé de gérer l'activité criminelle dans le centre de la Lombardie. Neuf ans après son arrestation et son acquittement, Floriano Garofalo est assassiné le 8 juin 2005 dans une embuscade dans un hameau de Petilia Policastro.
En 2000, en guise d'avertissement, la vieille fiat de Lea Garofalo est incendiée par Floriano alors qu'elle est en visite dans sa famille, et en 2002, son scooter est volé et la porte d'entrée de son domicile est incendiée. Elle décide alors de se rendre à un poste de carabinieri, craignant pour sa vie et celle de sa fille, afin de quitter la N'Drangheta et une vie marquée par les vengeances et les assassinats. Elle collabore avec la justice, fournissant notamment des informations importantes sur le rôle joué par son compagnon Carlo Cosco, et le frère de celui-ci, Giuseppe Cosco dans le trafic de drogue. De plus elle accuse Giuseppe Cosco du meurtre de son frère Floriano Garofalo et Carlo Cosco de complicité,.
Placée sous le statut de témoin de justice (Testimone di giustizia, un citoyen sans casier judiciaire, différent du collaborateur de justice ou repenti, collaboratore di giustizia, qui s'applique à une personne qui fait des révélations après avoir été arrêtée ou condamnée), elle bénéficie d'une protection à partir de 2002. Dans la 'Ndrangheta, famille de sang et famille mafieuse se confondent. Quitter le clan signifie quitter ses parents et toute sa famille et que la trahison vienne d'une femme supposée être obéissante et soumise, est encore plus grave. Changements d'identité, déménagements successifs (au moins une fois par an), solitude et peur deviennent son lot quotidien. Après le meurtre de son frère en 2005, Lea Garofalo vit constamment dans la peur, ne dort plus qu'avec un couteau sous l'oreiller,.
Pire encore, en 2006, Lea Garofalo est exclue du programme de protection au motif que ses révélations n'ont pas été suffisamment significatives et prouvées. Pour des raisons inexpliquées, celle qui était considérée comme un témoin clé, devient « peu fiable ». Le juge Giuseppe Gennari déclare : « C'est une défaite de la justice ! ».
Elle fait appel de la décision devant le Tribunal administratif régional (it) puis devant le Conseil d'État italien et obtient d'être réadmise au programme en décembre 2007 (en tant que collaboratore di giustizia, repentie et pas en tant que témoin), mais en avril 2009 - quelques mois avant sa mort - elle décide subitement, sans doute à bout de forces, de renoncer volontairement à toute protection. Au même moment, elle écrit une lettre au Président de la République italienne dans laquelle elle se plaint d'avoir été qualifiée seulement de collaboratrice de justice (et non de témoin), d'avoir bénéficié d'une assistance judiciaire défaillante à divers égards, d'avoir été obligée de déménager dans différentes villes avec sa petite fille dans le cadre du programme de protection, d'avoir perdu son emploi, ses contacts sociaux et d'avoir dû vendre son domicile pour payer les frais d'avocats. On ne sait pas si cette lettre a été envoyée.
Elle reprend contact avec Carlo Cosco, qui, pendant plusieurs mois, semble conciliant mais tente à plusieurs reprises de la faire enlever et tuer,.

### Première tentative d'enlèvement en mai 2009
Alors que Lea Garofalo vit à Campobasso avec Denise, dans un logement loué par Carlo Cosco, le 5 mai 2009, Massimo Sabatino se présente à son domicile envoyé par Carlo Cosco pour réparer la machine à laver qui est en panne et essaie de la kidnapper. Elle parvient à le maitriser grâce à l'intervention de sa fille Denise qui n'est exceptionnellement pas à l'école ce jour-là et prévient les carabiniers en leur faisant part de ses soupçons au sujet de Carlo Cosco qu'elle pense être le commanditaire de l'agression. Massimo Sabatino a en effet fuit en abandonnant une caisse à outil, qui contient des cordes, du filin d'acier, du ruban adhésif, des gants en silicone et une scie, mais aucun outil pour réparer une machine à laver. L'enquête piétine quelque peu jusqu'à ce que Lea Garofalo disparaisse à Milan le 24 novembre 2009.

### Enlèvement et meurtre en novembre 2009
Le 20 novembre 2009, Carlo Cosco attire Lea Garofalo à Milan  sous prétexte de parler de l'avenir de leur fille Denise. Le soir du 24 novembre, après avoir proposé à Denise de rendre visite à sa tante et ses cousins, il emmène Lea manger au restaurant afin de discuter de la situation de leur fille. Il est prévu qu'ils reviennent chercher Denise plus tard et les dépose toutes deux à la gare de Milan pour qu'elles repartent en train. En l'absence de Denise, Carlo Cosco enlève Lea et l'emmène dans un appartement qu'il a emprunté pour l'occasion. Vito Cosco les y attend. C'est là qu'elle est assassinée. Carmine Venturino, Rosario Curcio et Massimo Sabatino emportent le corps de Lea Garofalo à San Fruttuoso, un quartier de Monza, où il est ensuite brûlé pendant trois jours jusqu'à ce qu'il soit complètement détruit,.
La méthode d'enlever et de dissoudre un corps dans l'acide ou de le brûler est un procédé connu en Italie sous le nom de lupara bianca. Sans corps, il est impossible de prouver la mort ou l'assassinat de la personne.

### Enquête et  procès

#### Situation Denise Garofalo après le meurtre de sa mère
Denise Garofalo se rend immédiatement compte de la disparition de sa mère qui ne répond plus au téléphone, chose complètement inhabituelle chez elle. Lorsque son père revient la chercher sans sa mère, elle s'inquiète aussitôt et ils partent à sa recherche en voiture pendant des heures. Carlo prétend que Lea s'est fâchée et est partie seule, mais sa fille ne le croit pas. Commence pour elle un long calvaire durant lequel elle est obligée de vivre et coopérer avec les personnes qu'elle soupçonne à raison d'avoir tué sa mère.
Le 25 novembre 2009, alors que la famille Cosco au complet (Carlo, ses frères Vito et Giuseppe, et sa belle-sœur Renata) avec Denise est dans le Bar Barbara à Milan, Denise reçoit un appel de la police de Milan qui veut la voir. Elle s'y rend avec son père et est reçu par Christian Persurich, qui demande à l'interroger seule. Il lui annonce que sa tante Marisa a signalé la disparition de Lea à la police. Denise est interrogée 5 heures durant et lui révèle tout ce qu'elle sait, ainsi que sa certitude que c'est son père qui l'a tuée. 
Le lendemain, méfiant, Carlo l'emmène avec l'un de ses homme, Rosario Curcio voir un avocat car il veut pouvoir récupérer la déposition de Denise auprès de la police pour savoir ce qu'elle contient. Denise prétend qu'elle a dit que sa mère et elle avaient rejoint son père à Milan et que Lea avait disparu le dernier soir de leur séjour. L'avocat propose alors de lancer un avis de recherche à la télévision et Carlo Cosco éclate de colère et laisse sa fille en pleurs dans le bureau. Afin d'être sûr que sa fille ne puisse plus rien dire à personne, Carlo après avoir changé de voiture l'emmène à Pagliarelle, en Calabre, le village de son enfance.
Avant son départ, Denise apprend toutefois d'Eliza, qui fréquente Rosario Curcio, que celui-ci s'est absenté pendant la soirée alors qu'ils avaient un rendez-vous amoureux, pour soi-disant aller aider Carmine Venturino, un jeune homme au service de Carlo que Denise apprécie par ailleurs, à réparer sa voiture. Au moment du départ pour Pagliarelle, Carmine, n'arrive pas à regarder Denise, à laquelle il tient beaucoup dans les yeux.
Trois jours après la disparition, Denise détecte un changement de comportement chez son père, qui semble de meilleure humeur. Arrivé à Pagliarelle, il annonce vouloir organiser une grande fête pour le 18ème anniversaire de sa fille, 10 jours seulement après la disparition de Lea. Il achète même une voiture à sa fille, qui refuse de participer à la fête. Il répète partout que Lea l'a abandonnée, et est sans doute partie en Australie. Denise est obligée de faire semblant de croire à cette version, et se persuade qu'il faut qu'elle arrive à détester sa mère si elle veut pouvoir continuer à vivre. Elle est hébergée par sa tante Marisa, la sœur de Lea, qui depuis que sa sœur a dénoncé la N'drangheta en 1996, fait semblant de la haïr afin qu'on la laisse tranquille dans le village.

#### Enquête
L'enquête est coordonnée par la Direction anti-mafia du district de Milan avec la brigade des homicides de l'unité d'enquête des carabiniers de Milan. Carlo Cosco est immédiatement soupçonné d'avoir voulu à la fois se venger de ce que Lea Garofalo avait déjà dit et l'empêcher d'en révéler davantage sur la lutte entre les familles Garofalo et Mirabelli de Petilia Policastro. En octobre 2010, le juge signe les mandats d'arrêt de Carlo Cosco, Massimo Sabatino, Giuseppe Cosco, Vito Cosco, Carmine Venturino et Rosario Curcio. Le 24 février 2010, deux autres personnes originaires de Cormano sont arrêtées pour avoir mis à disposition le terrain de San Fruttuoso où le corps de Lea Garofalo a été emporté,,.
Au procès, Denise Cosco-Garofalo témoigne contre son père, mais les avocats des accusés parviennent à faire annuler tout le processus pour vice de procédure, y compris les déclarations des témoins.
Le 23 mars 2012, alors que la défense prétend encore que Lea Garofalo s'est enfuie en Australie, les six inculpés sont condamnés pour séquestration, homicide et destruction de corps mais le fait d'appartenir à la mafia n'est pas reconnu comme facteur aggravant. Carlo Cosco et son frère Vito sont condamnés à réclusion à perpétuité, dont deux ans à l'isolement. Giuseppe Cosco, Rosario Curcio, Massimo Sabatino et Carmine Venturino (ancien fiancé de Denise Garofalo) sont condamnés à la prison à vie avec un an d'isolement.
Après sa condamnation, Carmine Venturino fait des déclarations qui permettent de retrouver les restes de Lea Garofalo sur un terrain de San Fruttuoso (environ 2 000 fragments d'os retrouvés à la suite d'une véritable fouille archéologique réalisée par les enquêteurs en collaboration avec l'Institut de médecine légale de Milan). Le 28 mai 2013, la Cour d'assises d'appel de Milan confirme les condamnations à perpétuité de Carlo et Vito Cosco, Rosario Curcio et Massimo Sabatino prononcées en première instance, réduit la peine de Carmine Venturino à 25 ans d'emprisonnement et acquitte Giuseppe Cosco. Le tribunal ordonne en outre l'indemnisation des parties civiles : la fille, la mère et la sœur de Lea Garofalo et la municipalité de Milan.
Le 18 décembre 2014, les condamnations sont toutes confirmées par la Cour suprême, ce qui les rend définitives.
Le 19 octobre 2013, les funérailles civiles de Lea Garofalo ont lieu à Milan, sur la Piazza Beccaria. Trois mille personnes y assistent, dont des représentants de l'association anti-mafia Libera, Don Luigi Ciotti le prêtre fondateur de Libera et engagé dans la lutte contre la mafia et le maire de Milan Giuliano Pisapia. L'avocate de Lea Garofalo lit un extrait de la lettre qu'elle avait écrite à l'intention du président de la République : « Avec cette lettre, je voudrais avoir la prétention de changer ma triste histoire. J'ai besoin d'aide. Que quelqu'un m'aide. Une jeune mère désespérée ». Sa fille Denise assiste à la cérémonie, cachée par mesure de sécurité, elle prononce des mots émouvants pour remercier sa mère du combat qu'elle a mené pour elle, « Merci de m'avoir donné une meilleure vie. Tout ce qui est arrivé, tout ce que tu as fait, je sais que tu l'as fait pour moi et je ne cesserai jamais de te remercier pour ça. »,.

## Suites
Denise Garofalo-Cosco vit désormais sous une nouvelle identité dans un lieu secret sous le régime de protection des témoins, régime qui a subi des améliorations depuis l'affaire de Lea Garofalo. Son avocate, Vincenza Rando, estime que « Les témoins de justice ont une dignité qui leur est propre et méritent une loi spécifique » au lieu de la confusion qui existe alors entre témoins et collaborateurs.
Le député Davide Mattiello (it) du Parti démocrate, membre de la commission anti-mafia, soutient cette demande et propose une modification de l'article 416-ter du code pénal, concernant, entre autres, le système de protection des témoins de justice. « Si la mafia tue un magistrat, les rôles sont clairs et la loi fonctionne pour les membres de la famille, mais si la mafia met en pièces ceux qui se rebellent au sein de leur propre cercle, la loi se désagrège [...] Une personne qui veut rompre avec ces liens familiaux, même si elle n'a pas d'informations précieuses pour la justice, doit trouver l'État. ».
Dans le village de Petilia Policastro, la loi du silence règne toujours, personne ne semble se souvenir de Lea Garofalo. Seules sa sœur Marisa Garofalo et une de ses amies, Catarina acceptent de parler d'elle. Marisa Garofalo dit avoir reçu des menaces.

## Hommages

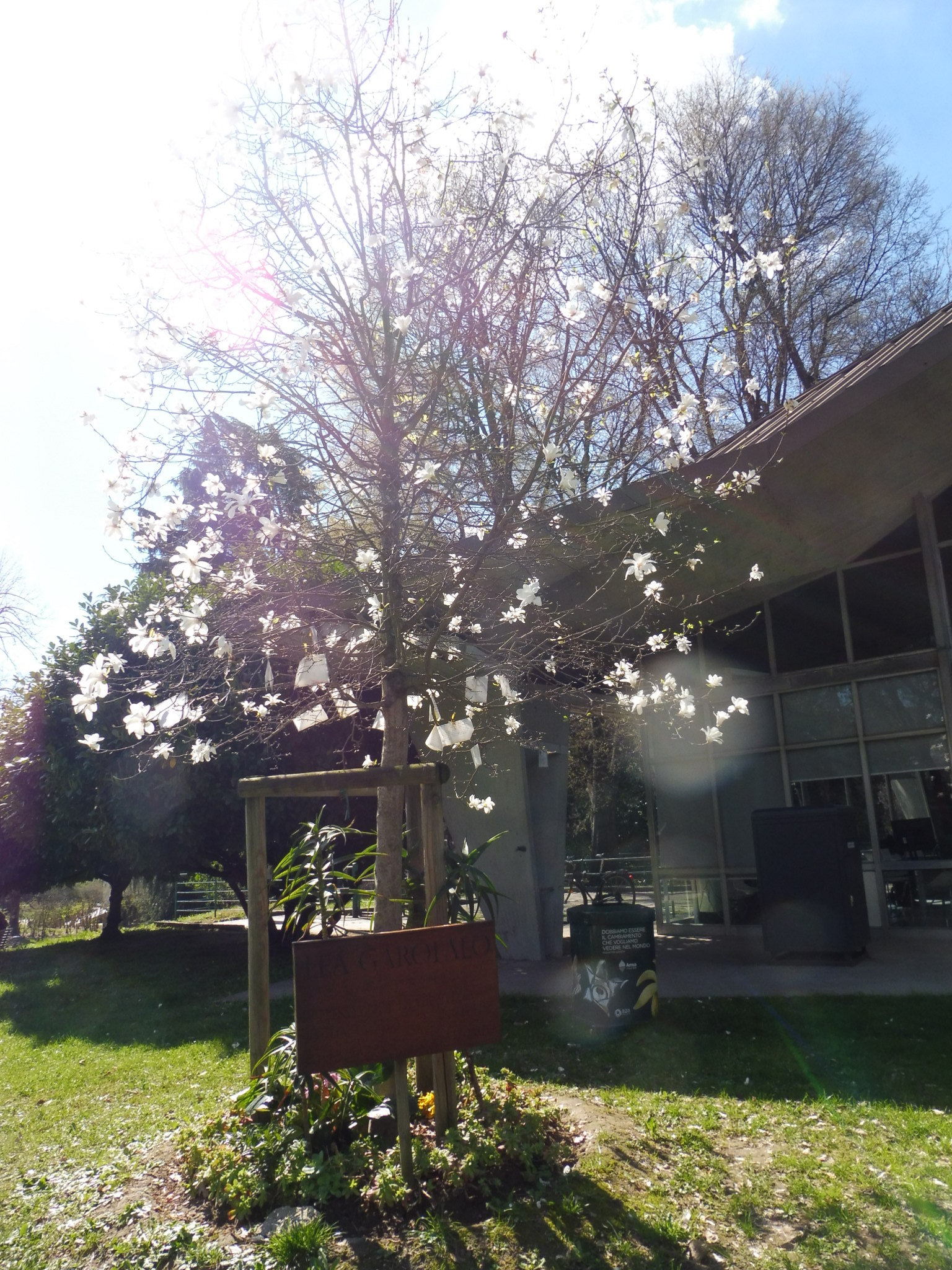
L'arbre de Lea Garofalo devant la bibliothèque de Parco Sempione à Milan.

Lea Garofalo est devenue un symbole de la résistance à la mafia et plus particulièrement de la résistance des femmes. Elle est commémorée chaque année le 21 mars lors de la Journée de la mémoire et de l'engagement de Libera, le réseau d'associations contre la mafia, qui lit à cette date la liste des noms des victimes de la mafia et des actes mafieux.
- Plusieurs livres, films et reportages lui sont consacrés.

- Des spectacles culturels lui sont consacrés :  
  - La ballata di Lea de Francesca Prestia (2012), qui ouvre l'Assemblée nationale des femmes de la CGIL la même année au Teatro Capranica à Rome
  - La chanson Maria Coraggio du groupe Litfiba sur l'album Eutòpia (2016)
  - Lea Garofalo, spectacle de marionnettes siciliennes d'Angelo Sicilia, avec la contribution musicale de Francesca Prestia (2020)

- De nombreux espaces publics portent son nom : des rues à Milan, Cornaredo, Rosate, Peschiera Borromeo, Fossano, un jardin public de Viale Montello à Milan, un pont à Lamezia Terme[27], un parc à Rho[28], etc.

- Des lieux publics portent son nom : les bibliothèques de Castelfranco Emilia et Vimodrone lui sont dédiés : le Parco del Coraggio à Savignano sul Panaro[29], les Giardini di San Leonardo à Catanzaro ;

- Des plaques sont apposées à sa mémoire au cimetière de San Fruttuoso, à quelques pas du lieu où elle a été torturée et tuée[30],[31] et à Monza ; à Crotone par le Cercle des jeunes démocrates, en présence de sa sœur Marisa Garofalo[32]
- un magnolia d'hiver est planté dans la pelouse de la bibliothèque Parco Sempione à Milan, auquel sont accrochés des textes à la mémoire de Lea Garofalo ;

## Décorations
- Médaille d'or du mérite civil (2009)[33].

#### Autres médias
- Barbara Conforti, Mafia, la trahison des femmes, un reportage de la Radio Télévision Suisse, 2014 Voir en ligne
- Fabrice Drouelle, Héloïse Rambert, Charlotte Moge, Lea Garofalo, une mère contre la mafia calabraise, France inter, 2021 Écouter
- (it) Lea, film de Marco Tullio Giordana interprété par Vanessa Scalera et diffusé pour la première fois le 18 novembre 2015 sur Rai 1[34],[35],[36]
- (it) Paolo De Chiara, A Lea Garofalo. Il Corragio di dire NO. Voir en ligne
- 2023 : The Good Mothers, série télévisée de 6 épisodes, adaptée du livre d'Alex Perry[37]